# رحلة من الخطبة إلى الزواج (فلم هندي)
vivah - رحلة من الخطبة إلى الزواج ... ( الهندية: والأردية विवाह : وواہ ، زواج ) هو فيلم بوليودي درامي رومنسي صدر عام 2006 . يتم كتابة الفيلم وأخرجه سوراج ر بارتايا والنجوم شاهيد كابور و أمريتا راو في الفيلم الرابع معا.
فيفاه هي قصة من فترة الخطوبة من بريم شاهيد كابور ، وهو مدير أعمال من الدرجة العليا، و بونام أمريتا راو ، طالب جامعي الطبقة المتوسطة. يتم تعيينها في دلهي ، وكذلك في بلدة جميلة من مادهوبار ، وتقع بالقرب من دلهي في ولاية اوتار براديش.
صدر فيفاه على 10 نوفمبر 2006 في جميع أنحاء الهند ، وتلقى التيلجو كما يصفه باريانم .
وأشار سوراج ر بارتايا أن قصة فيفاه يستند مقال صحفي قراءة والده في عام 1988. كما هو الحال في كل من الأفلام السابقة سوراج ر بارتايا ، و الرصاص الذكور ، مرة أخرى ، ودعا ' بريم ' . استغرق تصوير مكان خلال الأشهر الأولى من عام 2006. تم إنشاء المجوهرات بونام تتلقاها من بريم خلال الفيلم الهندي من قبل صائغ د' داماس ، بينما تم إنشاؤها الأزياء أمريتا راو من قبل مصمم الهندي آنا سينغ و شاهيد كابور تم إنشاؤها الملابس بواسطة شابينا خان. وكانت كل من المصممين جزء من طاقم من 166 شخصا .
صور الفيلم في ماثورا ، وكذلك في المورا ، ناينيتال ، دلهي ، مومباي، في جورجاون ، وكذلك جزيرة مدح ، لونفلا ، غازي ، فريداباد ، مراد اباد و رانيخيت .

## وصلات خارجية
- مقالات تستعمل روابط فنية بلا صلة مع ويكي بيانات

لا توجد روابط لمواقع التواصل الاجتماعي.